# Jitotol de Zaragoza
Jitotol de Zaragoza är en ort i Mexiko.   Den ligger i kommunen Jitotol och delstaten Chiapas, i den sydöstra delen av landet, 700 km öster om huvudstaden Mexico City. Jitotol de Zaragoza ligger 1 662 meter över havet och antalet invånare är 3 278.
Terrängen runt Jitotol de Zaragoza är varierad. Runt Jitotol de Zaragoza är det ganska tätbefolkat, med 80 invånare per kvadratkilometer. Närmaste större samhälle är Bochil, 8,5 km söder om Jitotol de Zaragoza. I omgivningarna runt Jitotol de Zaragoza växer i huvudsak städsegrön lövskog.